# Зміщувач
Зміщувач (рос. сместитель, англ. plane of fault displacement, fault fissure,  нім. Gleitebene f, Sprungkluft f) — у геології — площина (поверхня, зона) по якій виникло розчленування товщі порід на блоки й подальше їх відносне переміщення.

## Потужність зони зміщувача
Потужність зони зміщувача (рос. мощность зоны сместителя; англ. thickness of a fault fissure zone, нім. Kapazität f der Versetzerzone) — потужність зони дроблення порід, яка утворюється біля зміщувача під час формування диз'юнктиву.